# Ceva (gemeente)
Ceva is een gemeente in de Italiaanse provincie Cuneo (regio Piëmont) en telt 5795 inwoners (31-12-2004). De oppervlakte bedraagt 42,9 km², de bevolkingsdichtheid is 135 inwoners per km².

## Demografie
Ceva telt ongeveer 2660 huishoudens. Het aantal inwoners steeg in de periode 1991-2001 met 2,9% volgens cijfers uit de tienjaarlijkse volkstellingen van ISTAT.
| Jaar | Inwoneraantal |
| ---- | ------------- |
| 1991 | 5568          |
| 2001 | 5729          |

## Geografie
De gemeente ligt op ongeveer 385 m boven zeeniveau.
Ceva grenst aan de volgende gemeenten: Battifollo, Castellino Tanaro, Lesegno, Mombasiglio, Nucetto, Paroldo, Perlo, Priero, Roascio, Sale delle Langhe, Sale San Giovanni en Scagnello.

## Galerij

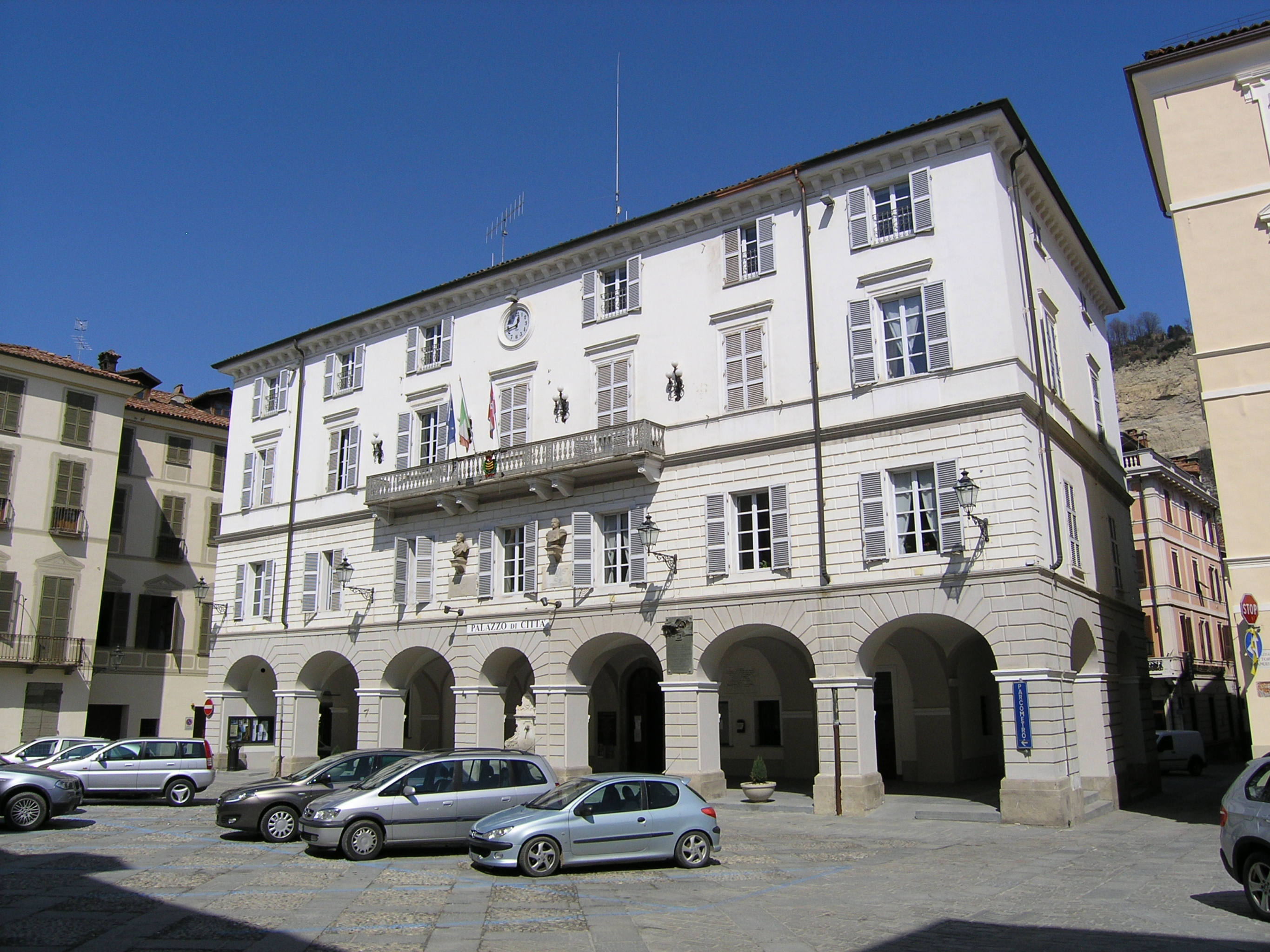
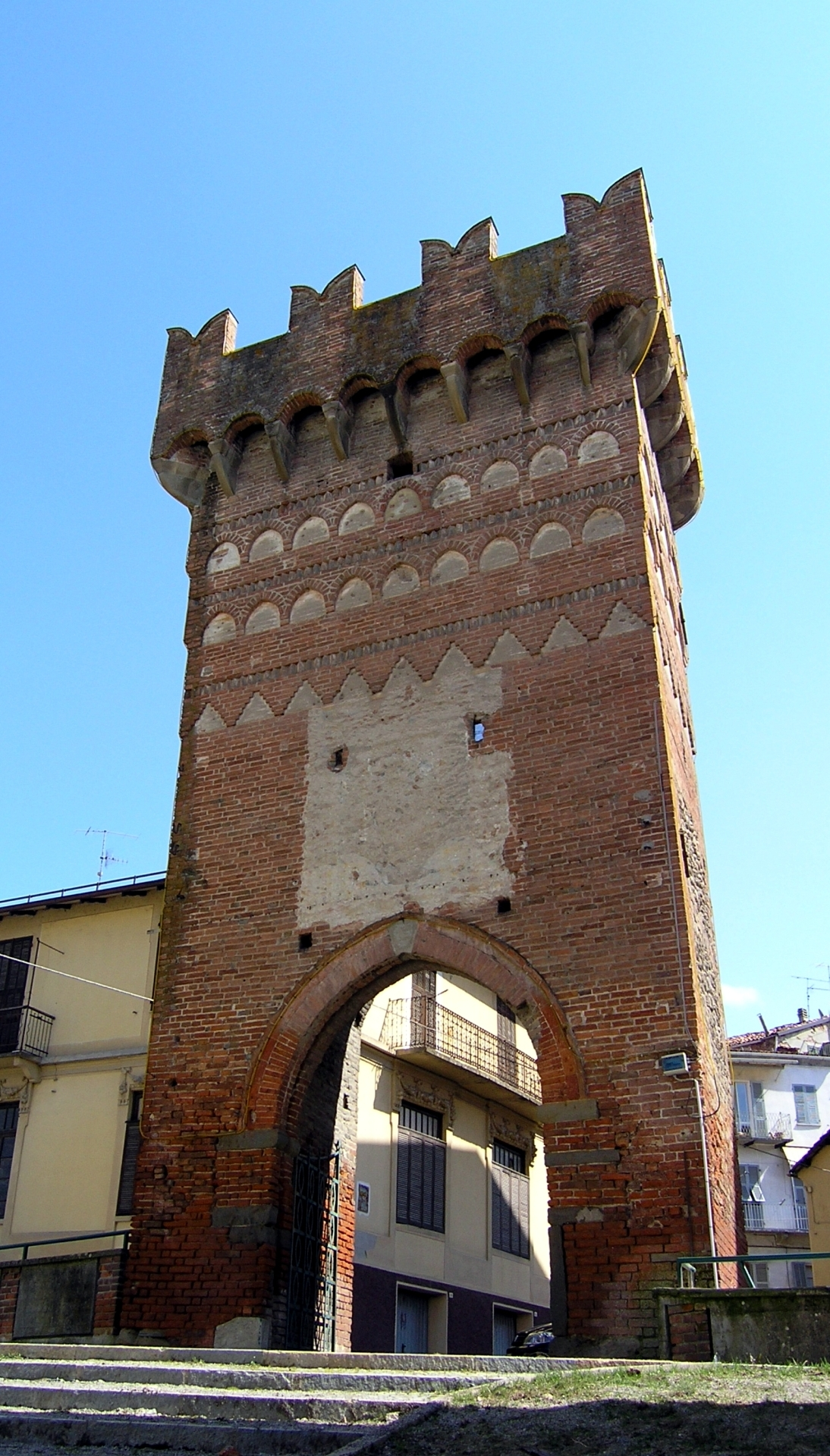
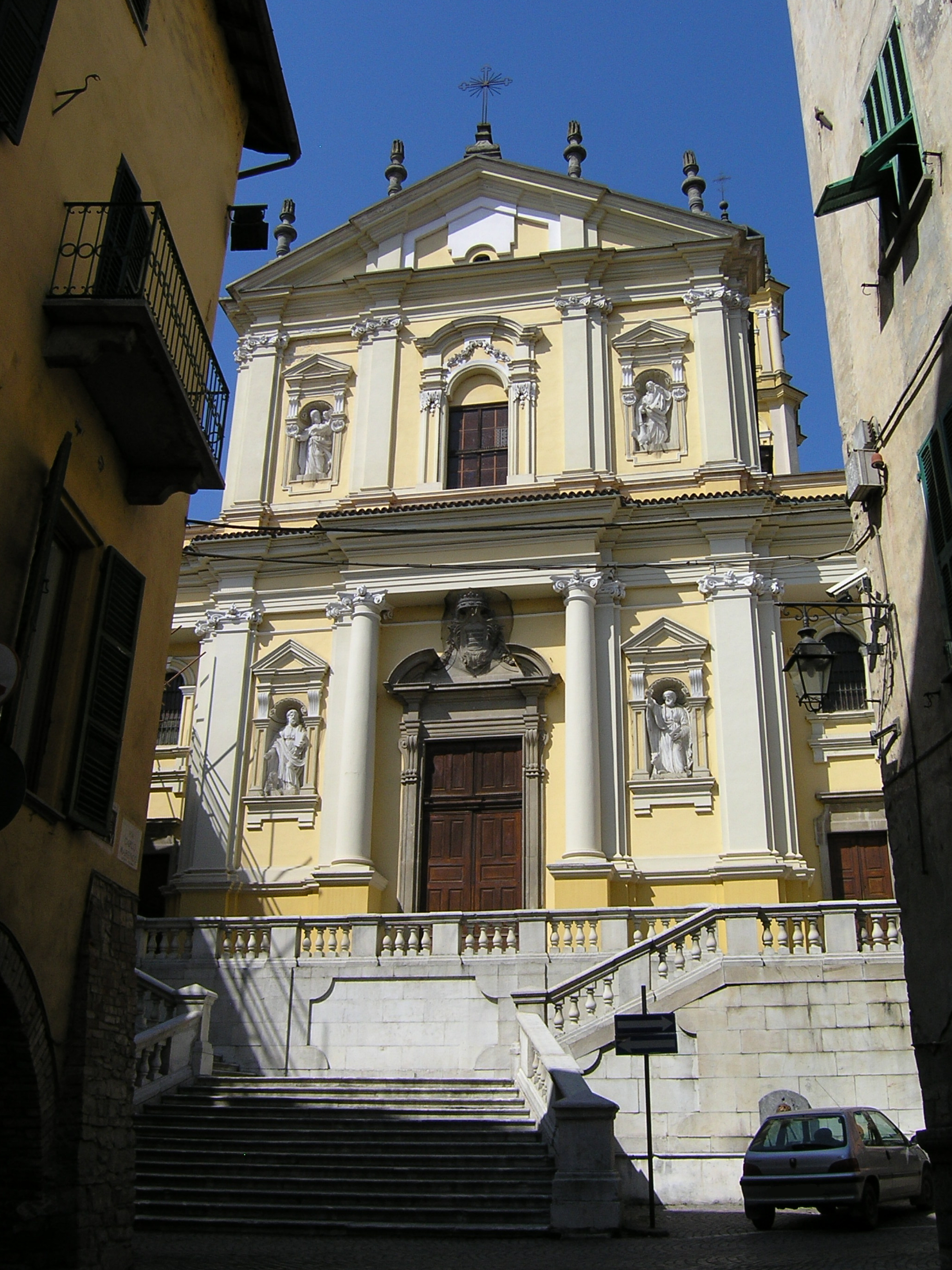
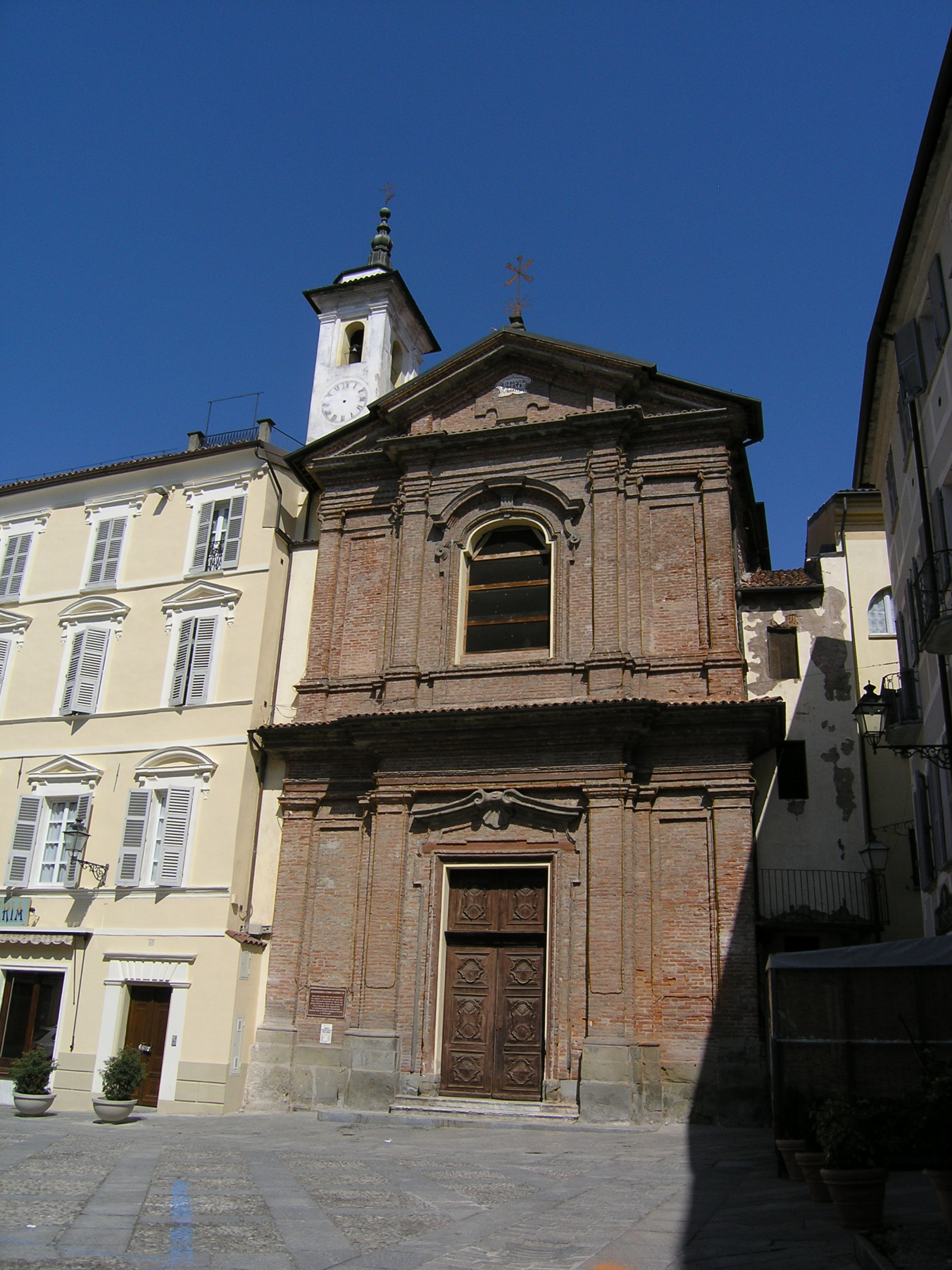
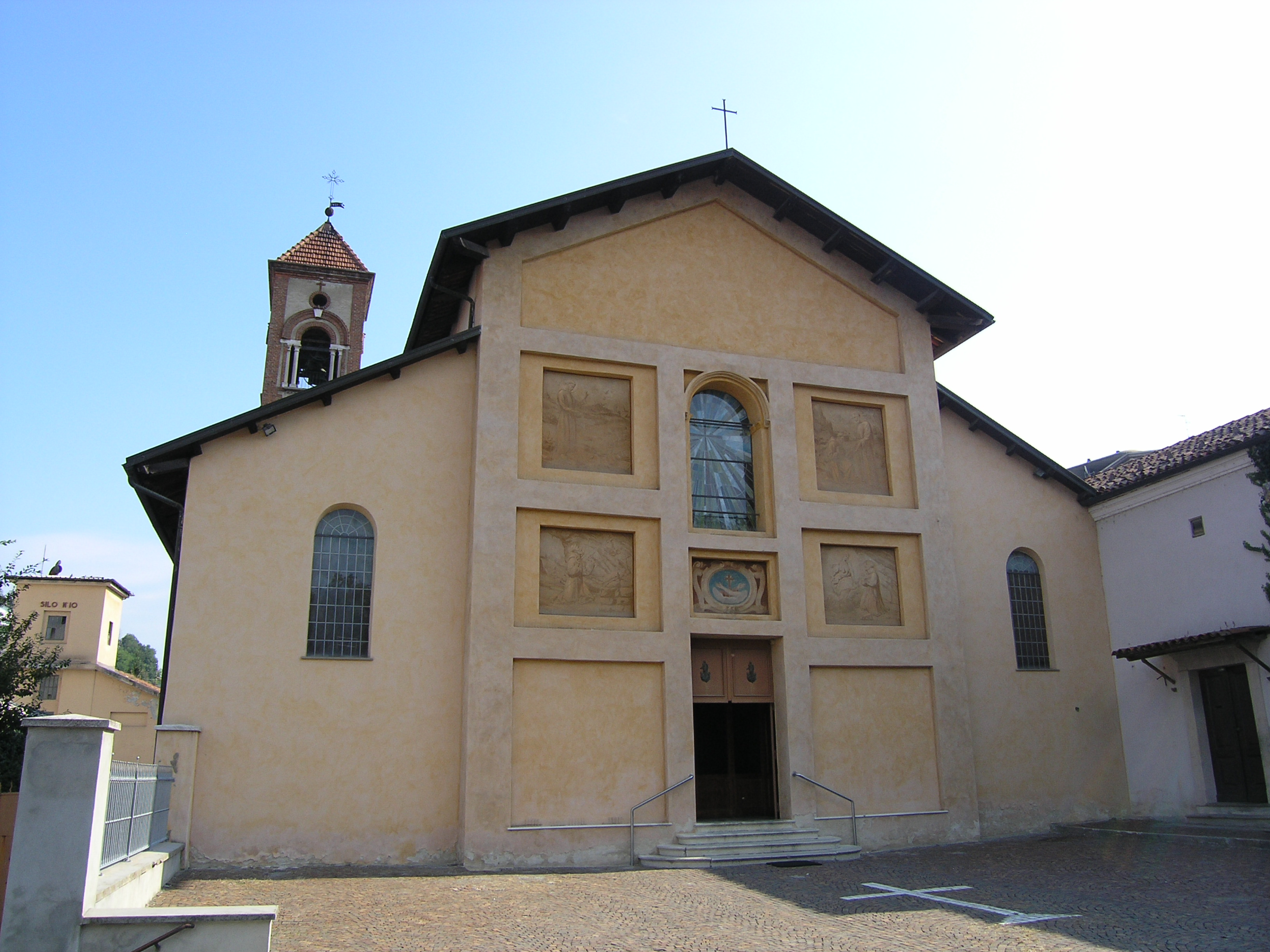
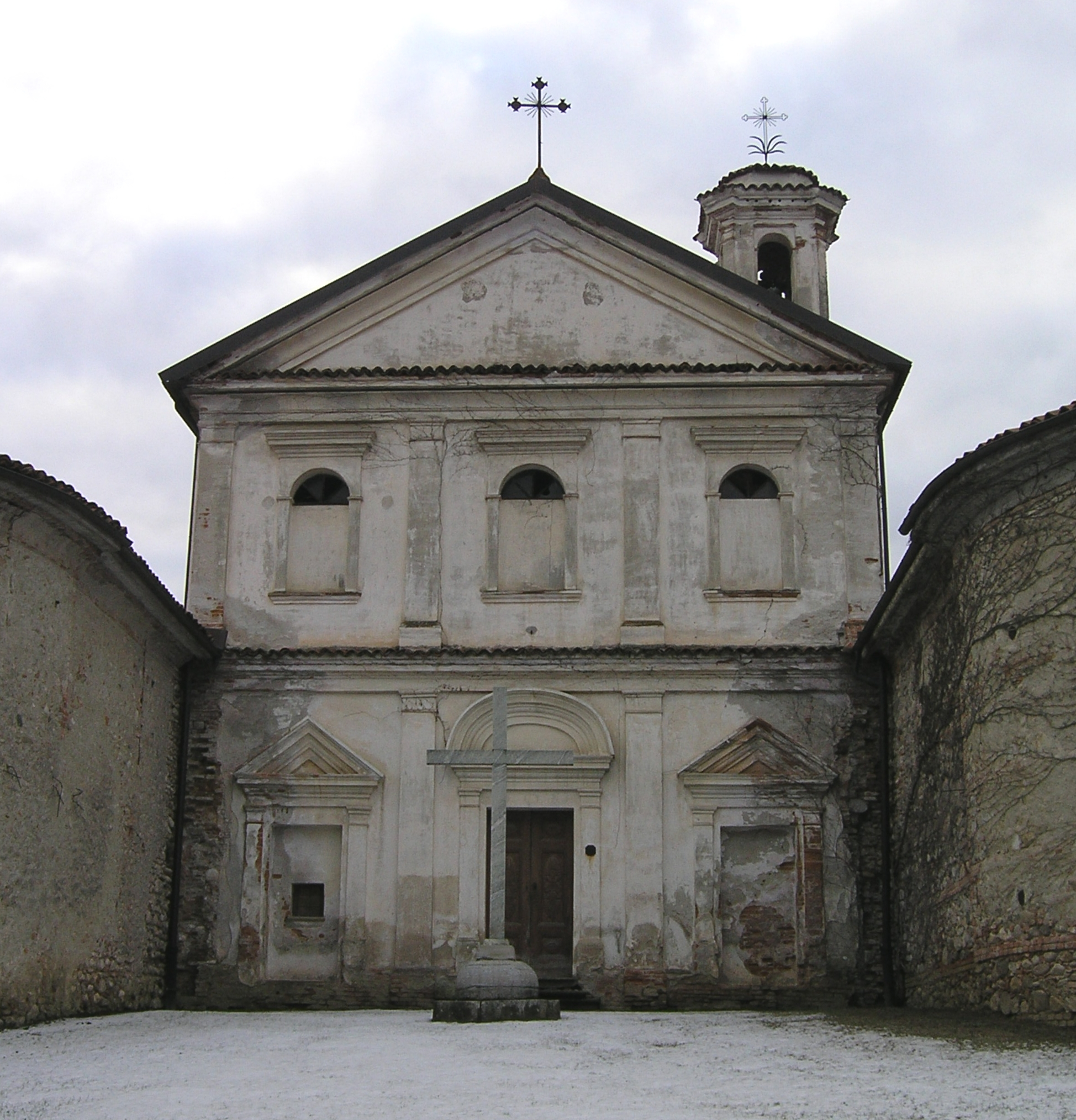
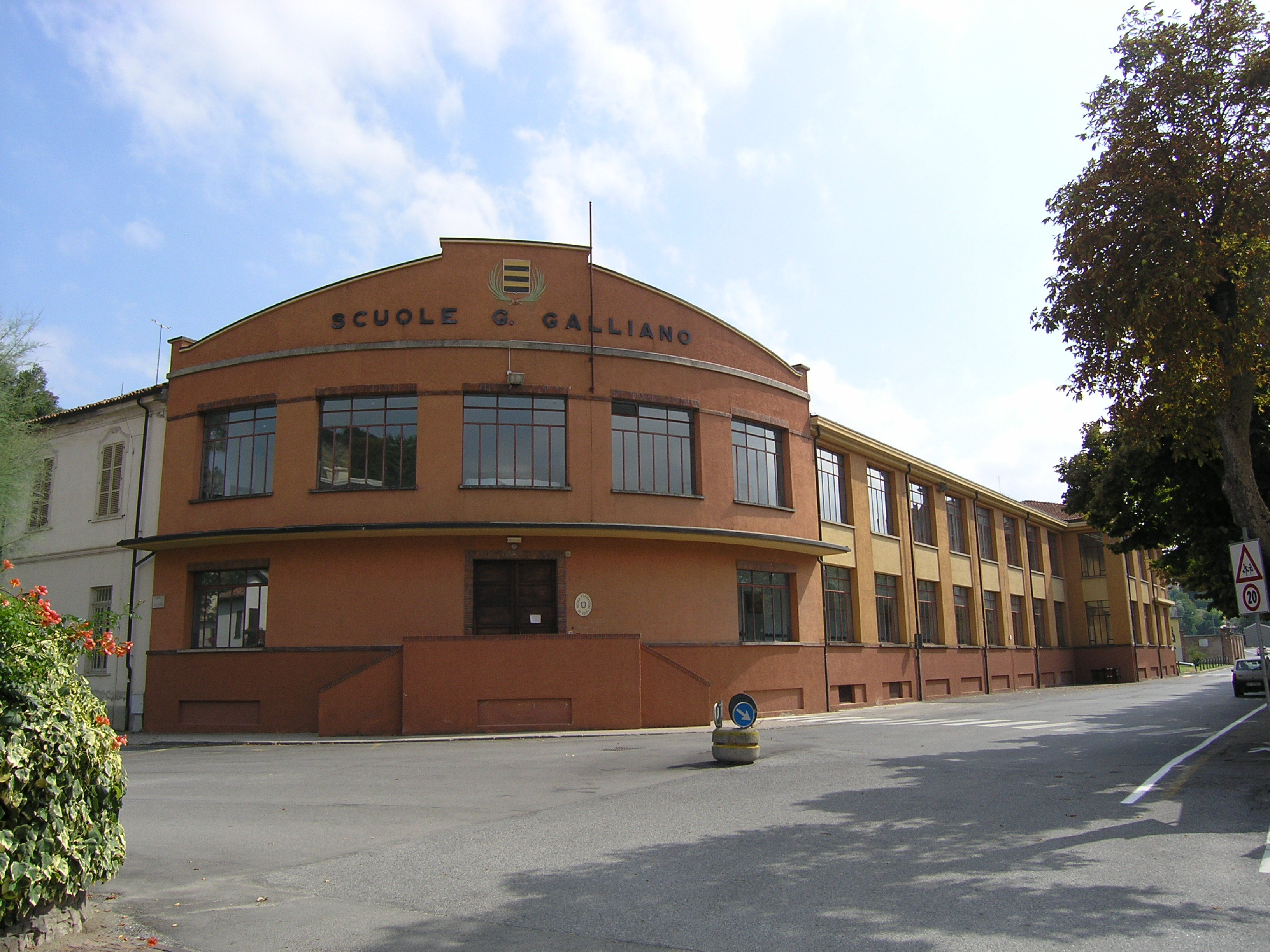
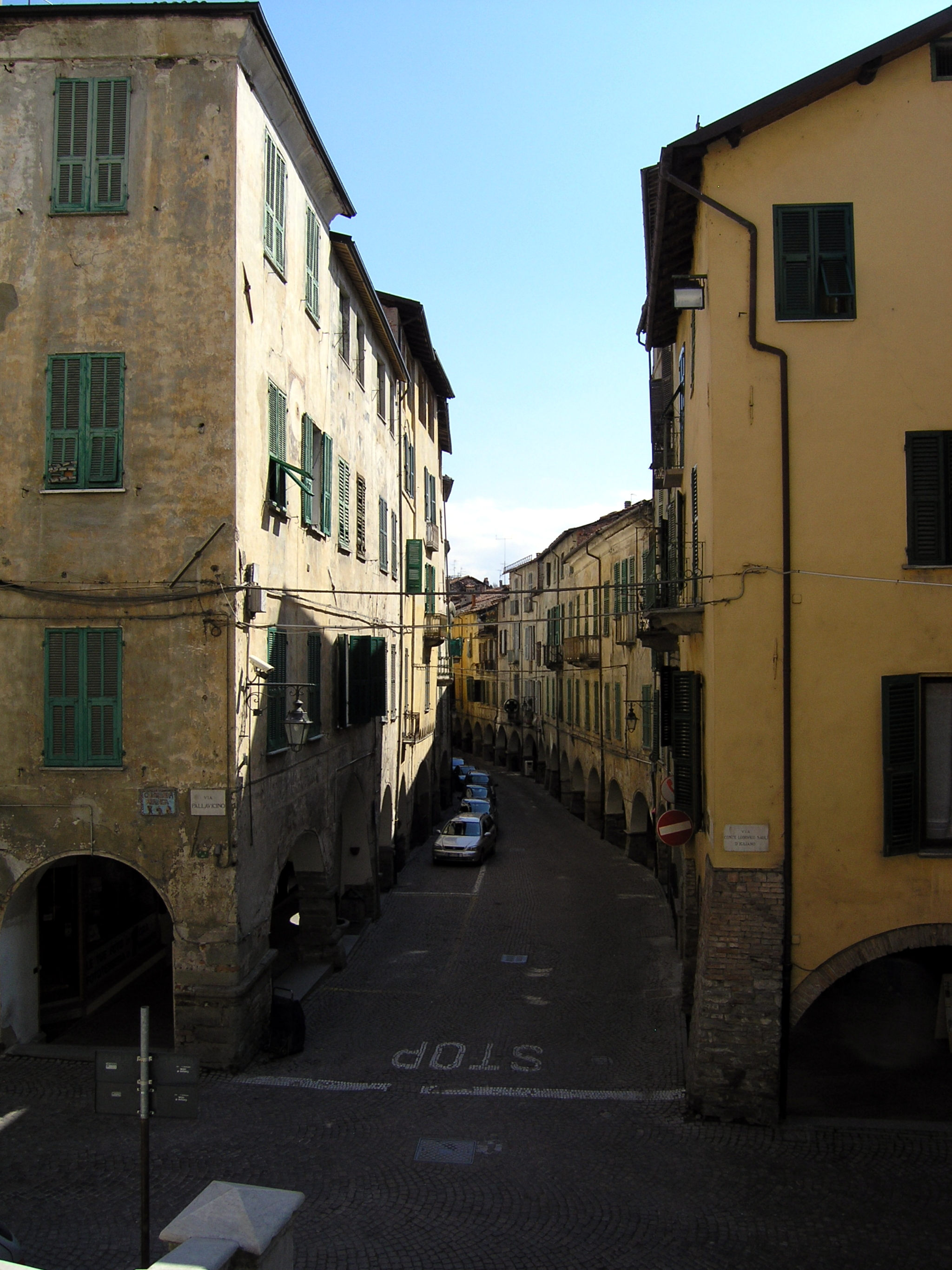
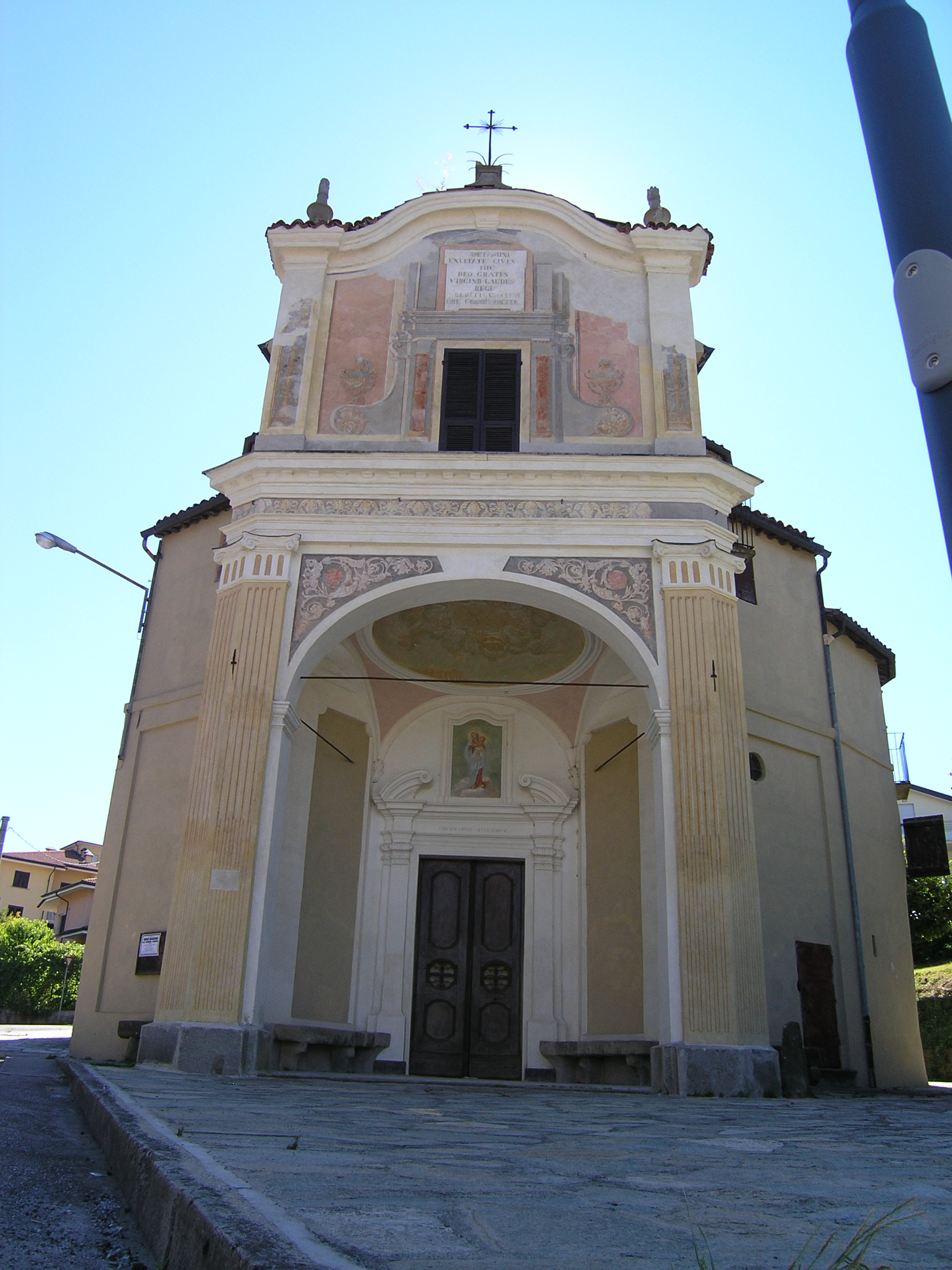

## Geboren in Ceva
- Aloysius Bertrand (1807-1841), Frans dichter
- Luigi Taramazzo (1932), autocoureur